# Emmanuel Challita
Emmanuel Hanna Challita (* 12. November 1956 in Fishkabour-Zakho, Irak) ist ein chaldäisch-katholischer Geistlicher und Bischof von Saint Peter the Apostle of San Diego.

## Leben
Emmanuel Challita empfing am 31. Mai 1984 durch Papst Johannes Paul II. das Sakrament der Priesterweihe.
Am 15. Januar 2015 ernannte ihn Papst Franziskus zum Bischof von Mar Addai of Toronto. Die Bischofsweihe spendete ihm der Patriarch von Babylon, Louis Raphaël I. Sako, am 6. Februar desselben Jahres. Mitkonsekratoren waren der Bischof von Saint Thomas the Apostle of Detroit, Frank Kalabat, und Shlemon Warduni, Kurienbischof im Patriarchat von Babylon.
Am 9. August 2017 wurde er zum Bischof von San Diego ernannt und am 29. August desselben Jahres in das Amt eingeführt.